# 81. Infanterie-Brigade (Deutsches Kaiserreich)

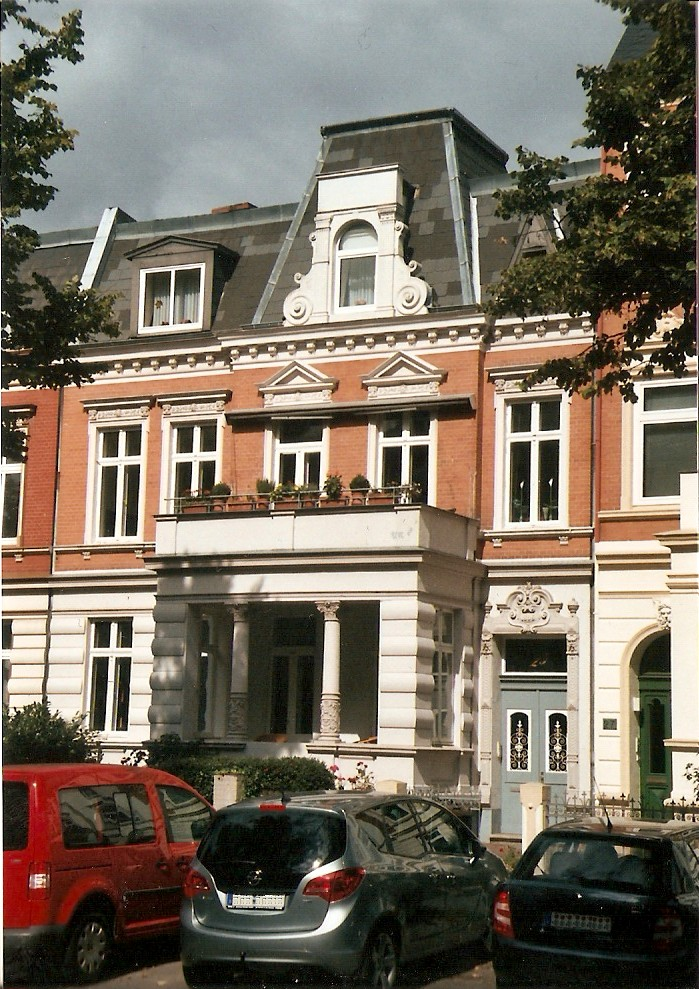
Brigadestabssitz bis 1901

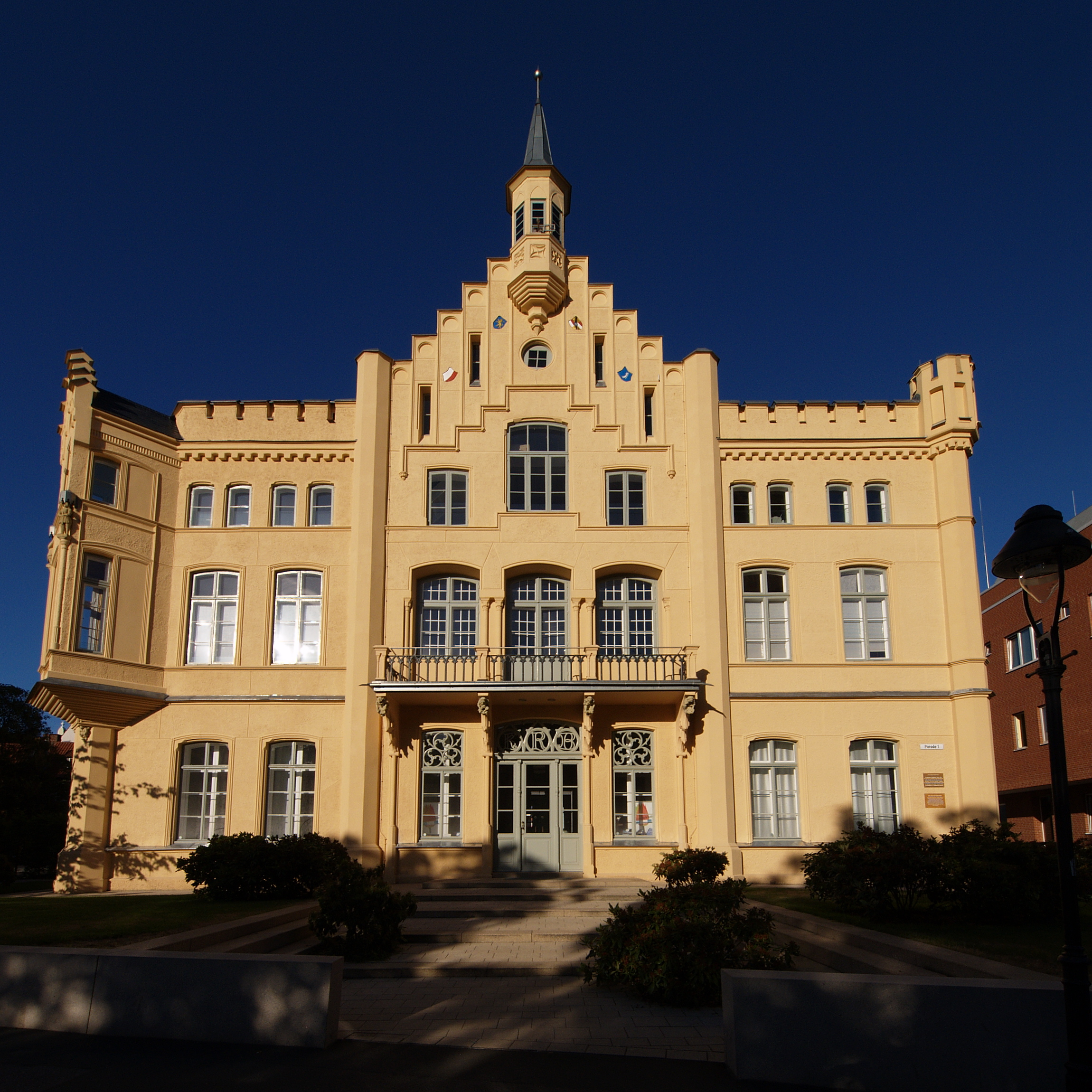
Stabssitz ab 1901

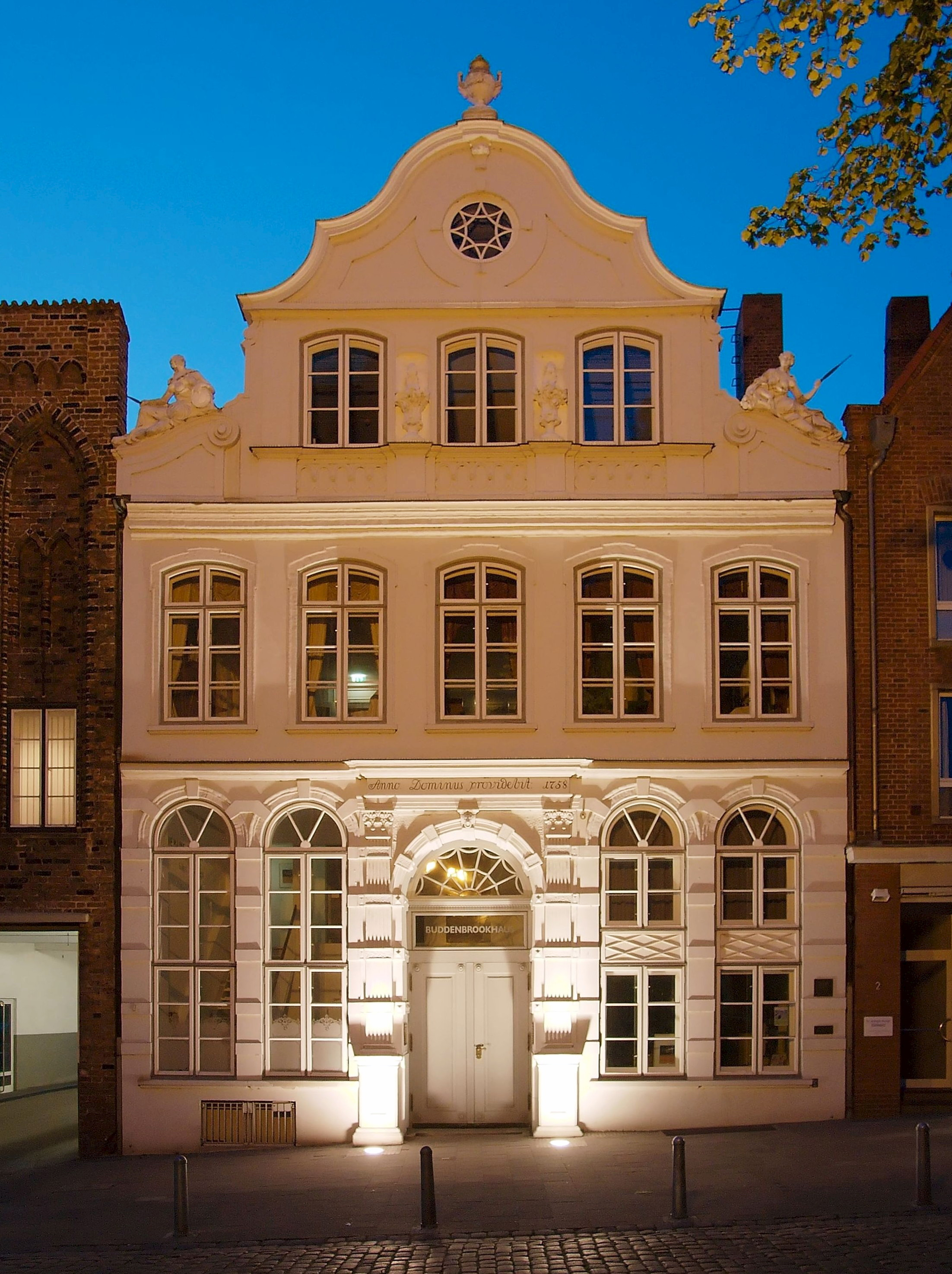
Stabssitz ab 1912

Die 81. Infanterie-Brigade war ein Großverband der Preußischen Armee.

## Geschichte
Die 81. Infanterie-Brigade wurde am 1. April 1897 errichtet. Das Kommando stand in Lübeck. Von der Moltkestraße 25 zog die Brigade 1901 in das Schloss Rantzau, im Jahre 1912 in die Mengstraße 4 (dem später so genannten Buddenbrookhaus) und 1913, wo sie bis zu ihrem Ende blieb, in die Braunstraße 12. Die Brigade war in Friedenszeiten der 17. Division des IX. Armee-Korps unterstellt. Ihr gehörten das Infanterie-Regiment „Lübeck“ (3. Hanseatisches) Nr. 162 in Lübeck, das Schleswig-Holsteinische Infanterie-Regiment Nr. 163 in Neumünster sowie die Landwehrbezirke Bremen II und Lübeck an.

### Erster Weltkrieg
Zur Mobilmachung stellte die Brigade das Brigade-Ersatz-Bataillon 81, welches der 33. (gemischten) Ersatz-Infanterie-Brigade der 4. Ersatz-Division unterstand, auf. Ab Ende September kommandierte Gustav Schaumann das Bataillon. Mit der Auflösung der Brigade wurde aus den Brigade-Ersatz-Bataillonen 33, 34, 35 und 81 am 9. Juli 1915 das Infanterie-Regiment Nr. 362 in der 13. Ersatz-Infanterie-Brigade formiert. Als dessen IV. Bataillon am 2. August 1916 an das neu aufzustellende Reserve-Infanterie-Regiment Nr. 273 abgegeben wurde, stellte das Brigade-Ersatz-Bataillon zum 5. April 1916 das neue IV. Bataillon des 362er Regiments.
Mit Ausbruch des Ersten Weltkriegs wurde die Brigade der 17. Reserve-Division des IX. Reserve-Korps unterstellt. Zunächst zu Sicherungsaufgaben herangezogen, wurde der Großverband am 23. August an die Westfront verlegt. Sie kämpfte bei Löwen und Mecheln, Termonde, Noyon und im Oktober bei Laucourt, bevor der Bewegungskrieg in den Stellungskrieg überging.

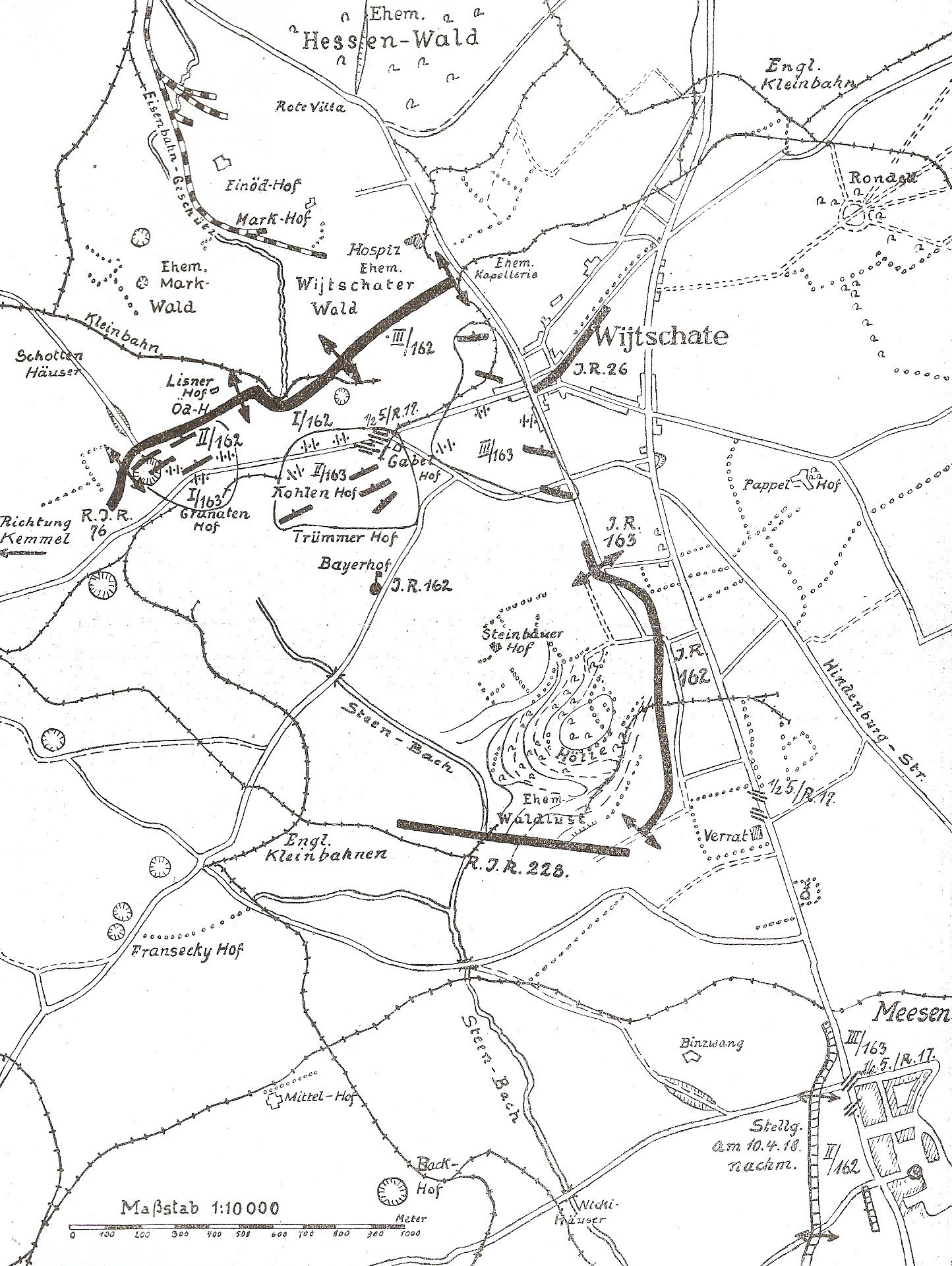
Einsatz in der Wijtschaete-Schlacht (Flandern 11. April 1918)

Mitte Juli 1916 wurde sie an der Somme eingesetzt. Im Zuge der Umformung aller Divisionen zu je drei Infanterie-Regimentern wurde die 33. Reserve-Infanterie-Brigade aufgelöst und ab dem 5. September der Brigade zusätzlich das Reserve-Infanterie-Regiment Nr. 76 und die 1. Eskadron des Reserve-Husaren-Regiment Nr. 6 unterstellt. Ende Oktober verlegte das Generalkommando an die Champagne.
Im Februar 1917 lag die Brigade vor Ypern, bevor sie in der Frühlingsschlacht von Arras eingesetzt wurde und danach in die Siegfriedstellung verlegte.
Im letzten Kriegsjahr, 1918, wurde sie in der Vierten Ypernschlacht, vor Soissons und Reims und in der zweiten Schlacht von Cambrai eingesetzt. Dem Brigadekommandeur wurde für die Schlacht von Wijtschaete (Teil der 4. Ypernschlacht) der Orden Pour le Mérite verliehen.
Um den 27. Oktober 1918 wurden die Teile der Division von der Front abgezogen und nach Straßburg verlegt. In der Nacht vom 9. zum 10. November traf der Funkspruch über den bevorstehenden Waffenstillstand ein, der an die Leitenden mit dem Zusatz versehen war: „Mit sich bildenden Arbeiter- und Soldatenräten ist auf gütlichem Wege Einvernehmen zu erzielen.“

### Verbleib
Die 17. Reserve-Division hatte den Auftrag den Sicherheitsdienst in der Stadt bis zum Einrücken der Franzosen zu gewährleisten. Dies tat sie u. a. als am 18. November die Bekleidungsämter der Manteuffel-Kaserne, bis Kriegsende Sitz des 3. Unter-Elsässischen Infanterie-Regiments Nr. 138, geplündert werden sollten. In der Nacht zum 21. November wurden die Posten abgelöst und die Division verließ über den Rhein Frankreich in Richtung Kehl – von wo die Regimenter in ihre Garnisonen zurückkehrten.
Im Zuge der durch den Friedensvertrag von Versailles bedingten Demobilisierung wurde die Brigade 1919 aufgelöst.

## Kommandeure
| Dienstgrad   | Name                      | Datum                                      | Bild |
| ------------ | ------------------------- | ------------------------------------------ | ---- |
| Generalmajor | Günther von Bünau         | 01. April 1897 bis 20. April 1898          |      |
| Generalmajor | Friedrich von Mejer       | 21. April 1898 bis 15. Juni 1901           |      |
| Generalmajor | Alexander von Linsingen   | 16. Juni 1901 bis 21. April 1905           |      |
| Generalmajor | Wigand von Gersdorff      | 22. April 1905 bis 10. September 1907      |      |
| Generalmajor | Theodor Melior            | 11. September 1907 bis 21. März 1910       |      |
| Generalmajor | Ernst von Oidtman         | 22. März 1910 bis 16. Januar 1912          |      |
| Generalmajor | Curt von Morgen           | 27. Januar 1912 bis 1. August 1914         |      |
| Generalmajor | Karl von Lewinski         | 02. August bis 9. Dezember 1914            |      |
| Generalmajor | Carl von Wichmann         | 10. Dezember 1914 bis 31. März 1916        |      |
| Oberst       | Wilhelm von Beczwarzowski | 01. April 1916 bis 14. Dezember 1917       |      |
| Oberst       | Hans von Werder           | 15. Dezember 1917 bis 20. Februar 1919     |      |
| Oberst       | Georg Sick                | 30. Juni bis 25. Juli 1918 (in Vertretung) |      |
| Generalmajor | Ernst von Heynitz         | 21. Februar 1919 bis 1919                  |      |

## Stellvertretendes Brigadekommando
| Dienstgrad   | Name             | Datum                       | Bild |
| ------------ | ---------------- | --------------------------- | ---- |
| Generalmajor | Harry von Wright | 09. September 1915 bis 1918 |      |

Um dem Kieler Matrosenaufstand Herr zu werden, wandte sich der Chef der Marinestation der Ostsee und des Gouvernements Kiel, Admiral Souchon, am 3. November 1918 nicht an den Obermilitärbefehlshaber im Heimatgebiet, sondern unmittelbar an das Stellvertretende Generalkommando des angrenzenden Korpsbereichs in Altona. Deren Kommandierender General, General der Infanterie Adalbert von Falk, beauftragte daraufhin den Truppenführer des dem Kieler Festungsbereichs nächstgelegenen stellvertretenden Brigadekommandos, Generalleutnant von Wright alle verfügbaren Infanteriekräfte aus dem ihm unterstellten Ersatzbataillonen unter einheitlichen Befehl zu sammeln und noch in der gleichen Nacht nach Kiel zu befördern. Das Generalkommando ließ in Lübeck und Neumünster für deren Transporte Züge bereitstellen. Wright alarmierte die Ersatzbataillone der 162er und des hier garnisonierten Schleswiger Reserve-Regimentes der 84er in Lübeck, sowie der 163er in Neumünster. Da es jedoch in der Nacht hieß, dass die Unruhen in Kiel unterdrückt worden seien, wurden die eingeleiteten Maßnahmen bereits vor Mitternacht rückgängig gemacht.
Doch bereits am nächsten Morgen lebten die dortigen Unruhen wieder auf, und um 10 Uhr ersuchte Souchon den Chef des stellvertretenden Generalstabs des Korps um Truppenhilfe aus Rendsburg (85er) und Lübeck. Dieser ernannte Wright um 11 Uhr telefonisch zum Befehlshaber sämtlicher gegen Kiel in Marsch zu setzenden Ersatzbataillonen.
Dessen Plan war alle aus dem Korpsbereich anrollenden Eingreiftruppen südlich von Kiel zu sammeln und mit vereinter Macht in Kiel einzumarschieren. Der Plan fußte nicht nur auf seinen „Erfahrungen der Kriegsgeschichte“, sondern auch auf der bis zu den Brigadestäben verteilten Generalstabsstudie aus dem Jahr 1908 über den „Kampf in insurgierten Städten“.
Souchon lehnte jedoch den Plan und infolgedessen den Befehlshaber ab. Es sei ausgeschlossen, dass ein Truppenbefehlshaber des Landheeres auf dem Gebiet des Marinekriegshafens Kiel den Befehl führe. Er setzte sich mit dem Militärbefehlshaber in Altona in Verbindung, und es gelang ihm, sich, unter der weitgehenden Behauptung seiner persönlichen Reputation und Immediatstellung, mit diesem zu verständigen. Noch am Mittag wurde Wright durch einen Anruf aus dem Generalkommando von seinem Kommando entbunden und die Eingreiftruppen unter dem direkten Befehl Souchons unterstellt. Dessen taktisches Konzept darin bestand, mit Hilfe der letzten ihm noch ergebenen Formationen und der ihnen zugeführten Heerestruppen innerhalb des Festungsbereichs Remedur zu schaffen.
Seine Taktik erwies sich jedoch schon im Ansatz als unbrauchbar. Entgegen den eindringlichen Gegenvorstellungen des von ihm abgelehnten Heeresführers ließ das Stationskommando alle mit Eingreiftruppen besetzten Sonderzüge in den Hauptbahnhof der von Aufrührern beherrschten Stadt einfahren. Die revolutionär gestimmte Menge überrumpelte die einfahrenden Transporte.
Vier aus Kiel kommende rot beflaggte Kriegsschiffe, eines von ihnen war die König, liefen am Abend des 5. Novembers 1918 in Travemünde ein. Ihre Mannschaften zogen von dort aus auf deren Pinassen die Trave hinauf oder zu Fuß, bzw. ab Kücknitz dann mit der Straßenbahn, in das Lübecker Zentrum. Dort trat ihnen Wright mit gezogener Pistole entgegen und versuchte die militärische Disziplin aufrechtzuerhalten.
Wie die Lübeckischen Anzeigen in ihrer Abendausgabe des 6. unter Letzte Meldungen mitteilten, war der Brigadekommandeur kurz zuvor in seinem Geschäftszimmer in der Braunstraße Nr. 11 von Meuterern verhaftet und zum Bahnhof abgeführt worden. Der Lübeckische Soldatenrat hob am 7. sowohl das Bezirks- als auch das Brigadekommando auf.

## Verweise